# Xian (État)
Inconnue – 655  av. J.C  
655  av. J.C (capitale en exil) – entre 648 et 623 av. J.C (capitale en exil)
Entités précédentes :
- inconnue

Entités suivantes :
- État de Chu

Xian (chinois traditionnel : 弦) était un État mineur ayant existé pendant de la dynastie Zhou de l'Ouest et la Période des Printemps et Automnes, dont la capitale était située à Qishui, ce qui correspond actuellement au district de Huangzhou. Alors qu'il ne contrôlait qu'un petit territoire situé le long du Yangzi Jiang, le clan Wei (隗) qui gouvernait le Xian entretenait d'intenses relations diplomatiques et matrimoniales avec de nombreux États voisins.

## Histoire
Pendant le règne du roi Zhao de Zhou, la dynastie Zhou a lancé une campagne militaire victorieuse contre l'état de Xian. Cette campagne faisait probablement partie de la guerre entre la dynastie Zhou et l'état de Chu (961–957 av. J.-C.), qui fut un conflit d'une grande ampleur s'achevant par une défaite de la dynastie Zhou. Malgré sa défaite, le Xian a survécu.
Au début de la période des printemps et automnes, l'État de Chu gagna en puissance et commença à étendre son influence sur la région correspondant actuellement à l'est de la province du Hubei. Ce faisant, il s'est surtout contenté de recevoir des preuves de loyauté et des soumissions verbales de la part de ses voisins, au lieu de les vaincre et les conquérir immédiatement. Le vicomte de Xian, lui, restait méfiant et ne se soumettais pas. Malgré la puissance du Chu, il se sentait en sécurité grâce à ses liens conjugaux avec les États de Jiang, Huang, Dao et Bo, tous alliés de l'hégémon chinois, le duc Huan de Qi. Persuadé que ses alliés l'aideraient si le Chu attaquait, le vicomte ne fit aucun préparatifs d'urgence pour se prémunir d'une éventuelle invasion. Cet excès de confiance a conduit à la ruine du Xian selon le Zuo Zhuan, car personne n'est venu aider l'État alors qu'il était envahi par une armée de Chu dirigée par Dou Gouwutu, en 655 av J.C. Le Xian a été annexée par le Chu, mais le vicomte a réussi à s'enfuir à Huang. Finalement, lui et ses partisans s'installèrent près du Xian de Xi,, dans le Henan, à la frontière du territoire de Xi, lui aussi occupé par le Chu. Le Chu a finalement conquis la région où se situais la nouvelle capitale en exil du Xian, entre 648  et 623 av. J.C 